# Bactrocera affinis
Bactrocera affinis
 es una especie de díptero que Hardy describió por primera vez en 1954. Bactrocera affinis pertenece al género Bactrocera de la familia Tephritidae.